# Raymond V van Toulouse

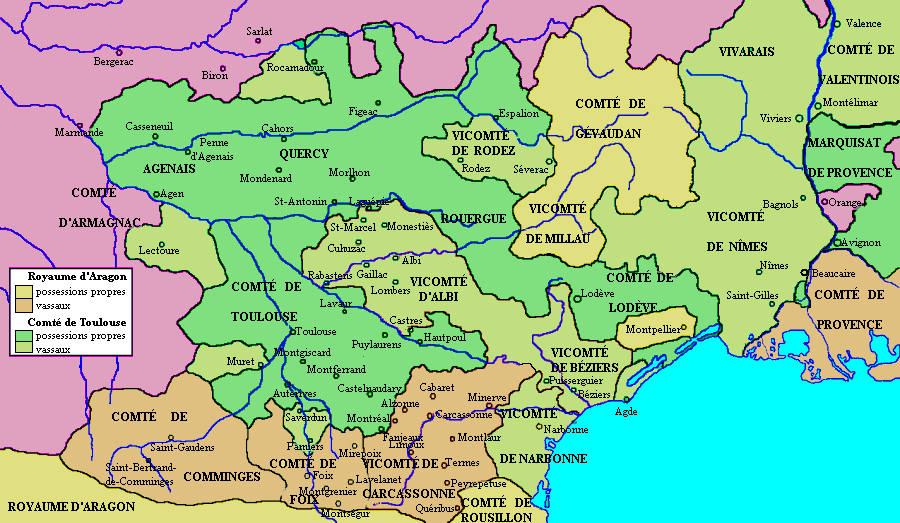
Gebieden van Raymond V van Toulouse

Raymond V van Toulouse ook bekend als Raymond VII van Toulouse (circa 1134 - Nîmes, december 1194) was van 1148 tot 1194 graaf van Toulouse, hertog van Narbonne en markgraaf van de Provence. De eerste twee vorstendommen lagen in het koninkrijk Frankrijk, het laatste in het Heilige Roomse Rijk.

## Levensloop
Hij was de oudste zoon van graaf Alfons Jordaan van Toulouse en Faydiva van Uzès, dochter van de heer van Uzès. Toen zijn vader in 1148 tijdens de Tweede Kruistocht stierf, volgde Raymond hem op als graaf van Toulouse. In 1150 kwam hij tot een akkoord met de graaf van Urgell: het noordelijk deel van het markgraafschap mocht Raymond V behouden; het zuidelijk deel - tussen het markgraafschap en het graafschap Provence - ging naar Urgell. Dit laatste werd het graafschap Forcalquier genoemd.
In het begin van Raymonds heerschappij werd Toulouse bedreigd door het huis Plantagenet, dat in de 12e eeuw Engeland en heel wat gebieden in Frankrijk regeerde. Om deze bedreigingen af te weren, sloot Raymond net als zijn vader een alliantie met koning Lodewijk VII van Frankrijk en in 1154 huwde hij met een zus van Lodewijk VII, Constance. Ze kregen de volgende kinderen:
- Raymond VI (1156-1222), van 1194 tot 1222 graaf van Toulouse
- Alberic (1157-1183)
- Adelheid (overleden in 1199), huwde met Roger II Trencavel, burggraaf van Carcassonne.
- Boudewijn (1165-1214)

In 1159 trok koning Hendrik II van Engeland, die via zijn vrouw Eleonora van Aquitanië aanspraak had op het graafschap Toulouse, met een leger naar de stad Toulouse en begon aan een belegering van de stad. Om het graafschap Toulouse te redden, trok Lodewijk VII met een klein gevolg naar de stad. Omdat Hendrik II door zijn bezittingen in Frankrijk een vazal was van Lodewijk VII, was Hendrik verplicht om het beleg af te breken als hij niet in de problemen wilde raken. 
Omdat Raymond wilde vermijden dat Frankrijk een te grote invloed in Toulouse zou krijgen, veranderde hij in 1165 van koers. Hij liet zich scheiden van zijn vrouw en wilde middels een huwelijk met Richeza van Polen, een nicht van keizer Frederik I Barbarossa, een alliantie sluiten met het huis Hohenstaufen, dat het Heilig Roomse Rijk regeerde. Ook probeerde Raymond zijn positie tegenover het koninkrijk Aragon te versterken. Koning Alfons II van Aragón was namelijk in conflict gekomen met Roger II Trencavel, een vazal van Raymond V van Toulouse. Met Roger II Trencavel, tot dan een tegenstander van graaf Raymond V van Toulouse, sloot Alfons een alliantie en in 1170 vielen ze Aragon aan. In 1171 kwam deze oorlog ten einde met een overwinning voor Aragon, waarna de alliantie tussen Roger II Trencavel en Raymond V verbroken werd. 
In 1173 verzoende hij zich met het huis Plantagenet. In Limoges sloot Raymond samen met koning Hendrik II van Engeland een akkoord. Op voorwaarde dat Hendrik Raymond erkende als graaf van Toulouse, gaf Raymond V Engeland per jaar een aantal paarden en beloofde Raymond om bij eventuele oorlogen waarbij Engeland betrokken was troepen te sturen. 
Ondanks zijn alliantie met Engeland, bleef Raymond V eerder een onafhankelijke positie behouden. Toen er binnen het huis Plantagenet een conflict ontstond, bemoeide Raymond zich wel. In 1182 ontstond er een broederstrijd tussen Hendrik de Jongere en Richard Leeuwenhart, twee zonen van Hendrik II. Bij deze oorlog koos hij de zijde van Hendrik de Jongere. Nadat Hendrik de Jongere in 1183 onverwacht stierf, zette Raymond de strijd tegen Richard Leeuwenhart verder. In 1186 sloot Richard echter een alliantie met Alfons II van Aragón, waardoor Raymond V vanaf dan op twee fronten moest vechten. Richard Leeuwenhart bezette Quercy en Albigeois, terwijl Alfons II de Languedoc veroverde. Raymond was hierdoor verplicht om het beleg van de stad Carcassonne op te geven. Door het ingrijpen van koning Filips II van Frankrijk werd Raymond V echter gered. Filips viel Berry binnen, waardoor de troepen van Richard Leeuwenhart bedreigd werden. Het kwam tot een wapenstilstand en Raymond moest enkele burchten in Quercy aan Richard Leeuwenhart afstaan. Toen Richard Leeuwenhart deelnam aan de Derde Kruistocht, probeerde Raymond deze burchten te heroveren. De zwager van Richard, Sancho VII van Navarra, kon dit echter vermijden. 
Raymond V stierf eind 1194 in Nîmes en werd begraven in de plaatselijke kathedraal.

## Zijn houding tegenover de katharen
Tijdens het graafschap van Raymond V bereikte Toulouse aanvankelijk zijn hoogtepunt als macht, maar uiteindelijk begon de neergang van Toulouse. Vooral het feit dat Raymond veel oorlogen moest voeren en de groei van de stad Toulouse, verzwakten het graafschap op economisch gebied. Door de opkomst van de religieuze beweging van de Katharen in Toulouse, kwam de autoriteit van Raymond V van Toulouse ook meer en meer ter discussie te staan.
Het was in het graafschap Toulouse dat de katharen in 1167 een concilie hielden, meer bepaald in Saint-Félix-de-Caraman. Het dualistische gedachtegoed van de katharen had aanhangers in de hoogste sociale kringen, waaronder heel wat leden van de adel en heel wat stedelijke burgers. Hierdoor was deze beweging een belangrijke politieke factor in Toulouse geworden. Voor Raymond was dit echter een groot probleem: de katharen bestreden namelijk de wereldlijke machthebbers, waardoor paus Alexander III de katharen beschouwde als ketters en de beweging veroordeelde en later in de ban deed. 
Raymond zelf was ook een tegenstander van het katharisme, maar durfde niet in te grijpen omdat een groot deel van zijn vazallen en edelen voorstander waren van deze beweging. Hij probeerde, met de steun van de katholieke kerk, met militaire middelen de uitbreiding en de invloed van het katharisme tegen te gaan, maar slaagde daar niet in. Het was pas tijdens de Albigenzische Kruistochten vanaf 1208 dat dit slaagde.

## Voorouders
| Voorouders van Raymond V van Toulouse | Voorouders van Raymond V van Toulouse                                  | Voorouders van Raymond V van Toulouse                                  | Voorouders van Raymond V van Toulouse                                  | Voorouders van Raymond V van Toulouse                                  | Voorouders van Raymond V van Toulouse                                  | Voorouders van Raymond V van Toulouse                                  | Voorouders van Raymond V van Toulouse                                  | Voorouders van Raymond V van Toulouse                                  |
| ------------------------------------- | ---------------------------------------------------------------------- | ---------------------------------------------------------------------- | ---------------------------------------------------------------------- | ---------------------------------------------------------------------- | ---------------------------------------------------------------------- | ---------------------------------------------------------------------- | ---------------------------------------------------------------------- | ---------------------------------------------------------------------- |
| Overgrootouders                       | Pons van Toulouse (998-1060) ∞ Almodis van La Marche (~1020-1071)      | Pons van Toulouse (998-1060) ∞ Almodis van La Marche (~1020-1071)      | Alfons VI van León (1040-1109) ∞ Jimena Muñoz (-)                      | Alfons VI van León (1040-1109) ∞ Jimena Muñoz (-)                      | ? (-) ∞ ? (-)                                                          | ? (-) ∞ ? (-)                                                          | ? (-) ∞ ? (-)                                                          | ? (-) ∞ ? (-)                                                          |
| Grootouders                           | Raymond IV van Toulouse (1041-1105) ∞ Elvira van Castilië (1080-1151)  | Raymond IV van Toulouse (1041-1105) ∞ Elvira van Castilië (1080-1151)  | Raymond IV van Toulouse (1041-1105) ∞ Elvira van Castilië (1080-1151)  | Raymond IV van Toulouse (1041-1105) ∞ Elvira van Castilië (1080-1151)  | Decan I d'Uzès (-) ∞ ? (-)                                             | Decan I d'Uzès (-) ∞ ? (-)                                             | Decan I d'Uzès (-) ∞ ? (-)                                             | Decan I d'Uzès (-) ∞ ? (-)                                             |
| Ouders                                | Alfons Jordaan van Toulouse (1103-1148) ∞ Faydiva van Uzés (1058-1094) | Alfons Jordaan van Toulouse (1103-1148) ∞ Faydiva van Uzés (1058-1094) | Alfons Jordaan van Toulouse (1103-1148) ∞ Faydiva van Uzés (1058-1094) | Alfons Jordaan van Toulouse (1103-1148) ∞ Faydiva van Uzés (1058-1094) | Alfons Jordaan van Toulouse (1103-1148) ∞ Faydiva van Uzés (1058-1094) | Alfons Jordaan van Toulouse (1103-1148) ∞ Faydiva van Uzés (1058-1094) | Alfons Jordaan van Toulouse (1103-1148) ∞ Faydiva van Uzés (1058-1094) | Alfons Jordaan van Toulouse (1103-1148) ∞ Faydiva van Uzés (1058-1094) |

1. ↑  Niet te verwarren met het graafschap Provence in het Heilige Roomse Rijk: de Catalaan Raymond Berengarius III was op hetzelfde moment graaf van Provence.